# Скотт, Бекки
Ребекка «Бекки» Скотт (англ. Rebecca «Beckie» Scott, род. 1 августа 1974 года, Вегревиль, Альберта, Канада) — канадская лыжница и спортивный администратор.

## Биография
Окончила Университет Ватерлоо. Имеет степень бакалавра искусств.

### Спортивные достижения
Зимние Олимпийские игры:
- Зимние Олимпийские игры 2002 года в Солт-Лейк-Сити — золотая медаль в гонке преследования.
- Зимние Олимпийские игры 2006 года в Турине — серебряная медаль в командном спринте.

Иные международные соревнования:
- Чемпионат мира по лыжным видам спорта 2003 года (Валь-ди-Фьемме, Италия) — 4 место в спринте
- Кубок мира по лыжным видам спорта 2005 года (Вернон, Канада) — 2 место в преследовании
- Кубок мира по лыжным видам спорта 2005 года (Вернон, Канада) — 1 место в спринте
- Кубок мира по лыжным видам спорта 2005 года (Кенмор, Канада) — 2 место в гонке на 10 км с раздельным стартом
- Кубок мира по лыжным видам спорта 2005 года (Кенмор, Канада) — 1 место в гонке на 15 км с масс-старта
- Кубок мира по лыжным видам спорта 2005 года (Кенмор, Канада) — 2 место в командном спринте
- Чемпионат мира по лыжным видам спорта 2005 года (Оберстдорф, Германия) — 4 место в преследовании.

### Работа в национальных и международных спортивных организациях
Член Комитета спортсменов  и Совета  Всемирного антидопингового агентства.
Член Совета директоров Канадского центра по спортивной этике.
С 17 мая 2006 года — член совета директоров организационного комитета зимних Олимпийских игр 2010 года в Ванкувере.
Член Исполкома и Совета спортсменов Олимпийского комитета Канады.

#### Работа вМеждународном олимпийском комитете (МОК)
С 2006 года — член МОК.
С 2006 года — член Комиссии спортсменов МОК.
С 2007 года — член Координационной комиссии XXII зимних Олимпийских игр в Сочи 2014 года.
С 2009 года — член Координационной комиссии Первых юношеских Олимпийских игр в Инсбруке в 2012 году.

### Общественная деятельность
Национальный посол доброй воли ЮНИСЕФ.
Специальный советник правозащитной организации Right To Play по вопросам Олимпиады 2010 года в Ванкувере.